# Monumento a Giuseppe Garibaldi (Taganrog)
Il Monumento a Giuseppe Garibaldi è stato realizzato nel 1961 sul lungomare Puškinskij della città russa di Taganrog, oblast' di Rostov. È l'unico monumento in onore di Giuseppe Garibaldi nei paesi dell'ex Unione Sovietica.

## Visita a Taganrog di Garibaldi
Divenuto capitano di una nave mercantile nel 1832, Giuseppe Garibaldi visitò molti porti e spesso la sua goletta Clorinda approadava a Taganrog. Nell'aprile 1833, la sua goletta, navigando con un carico di arance, rimase ormeggiata dieci giorni nel porto di Taganrog. Mentre la nave veniva scaricata, Garibaldi passeggiava per le vie della città, visitando le case degli italiani che abitavano a Taganrog, e trascorrendo le notti in piccoli alberghi portuali. In una di queste locande conobbe un giovane ligure, la cui identità non è nota ma si ritiene essere l'emigrato politico e membro della Giovine Italia Giovanni Battista Cuneo di Oneglia, che motivò Garibaldi a unirsi nella lotta per l'indipendenza italiana. Questo incontro fu descritto da Garibaldi nelle sue memorie:
In un viaggio a Taganrog, m'incontrai con un giovine Ligure - che primo mi diede alcune notizie dell'andamento delle cose nostre.
Certo non provò Colombo tanta soddisfazione alla scoperta dell'America, come ne provai io, al ritrovare chi s'occupasse della redenzione patria - Mi tuffai corpo e anima in quell'elemento, che sentivo esser il mio, da tanto tempo - ed in Genova il 5 Febbraio 1834 - io sortivo la porta della lanterna alle 7 p. m., travestito da contadino, e proscritto.»
(Memorie 1907, p. 30.)

## Storia del monumento

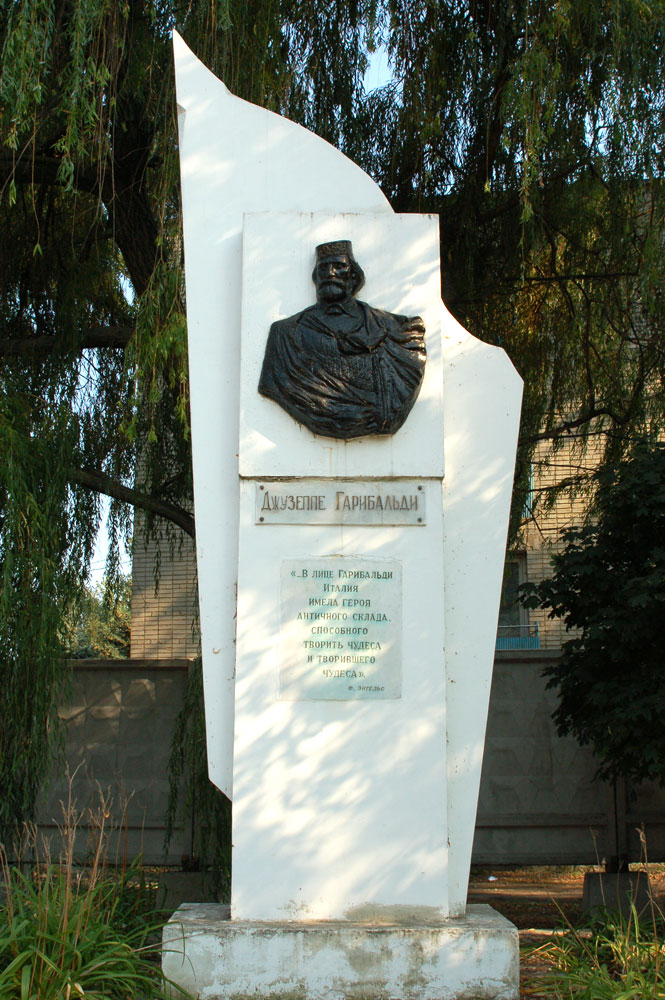
Il monumento prima del restauro del 2007.

Nel 1961, in occasione del centenario dell'unità d'Italia, il Soviet cittadino di Taganrog decise di intitolare il 2-j Krepostnoj pereulok a Garibaldi e ordinò l'installazione di un monumento a lui dedicato nella zona del porto, dove un tempo era situata la sua goletta Clorinda. II monumento fu realizzato dall'artista locale J. S. Jakovenko e dall'architetto M. V. Baranov. L'opera venne inaugurata il 2 giugno 1961 in occasione del centenario dell'Unità d'Italia.
Il monumento è una stele di cinque metri dalla forma di uno stendardo. Presentava un bassorilievo con il profilo di Garibaldi e una palma d'ulivo. Sotto la targhetta in caratteri cirillici "Джузеппе Гарибальди", vi era una citazione di Friedrich Engels: 
Dietro la statua vi era la seguente iscrizione: 
Nel 1990 il bassorilievo in bronzo venne sostituito da uno nuovo realizzato dallo scultore moscovita Lev Matjušin.

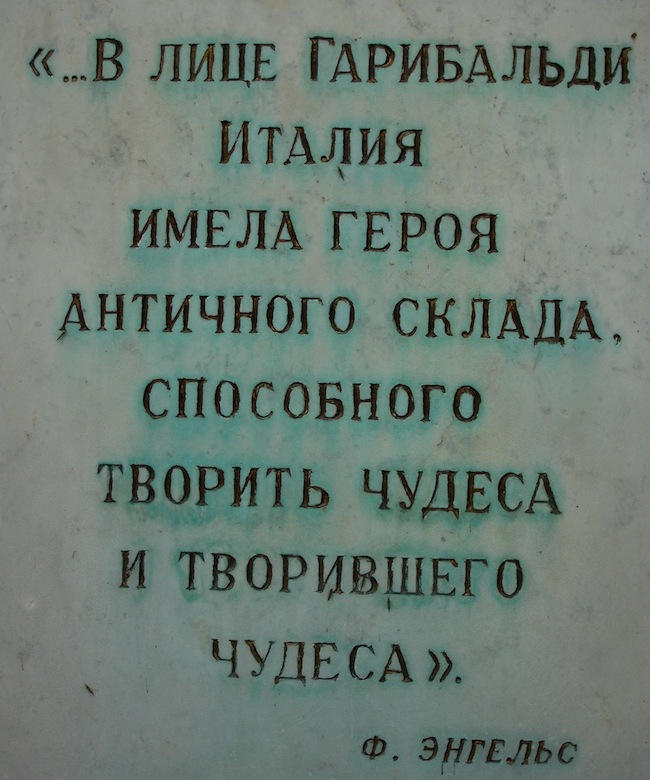
Citazione di Friedrich Engels, rimossa dopo il restauro del 2007.

Nel 1992, fu posto sotto tutela dall'oblast' di Rostov.
Una fotografia del monumento di Taganrog è stata esposta alla mostra "A Hero of Two Worlds: Garibaldi Monuments Around the World", inaugurata al Garibaldi-Meucci Museum di New York il 21 luglio 2007.

Nel 2007, in occasione del bicentenario della nascita di Giuseppe Garibaldi, fu ordinato il restauro del monumento ritrovatosi in uno stato d'incuria. Il 12 settembre fu inaugurato il monumento restaurato alla presenza di Annita Garibaldi-Jallet, pronipote di Garibaldi, l'amministrazione cittadina e alcuni rappresentanti dell'ambasciata italiana a Mosca. Il bassorilievo venne sostituito da un busto realizzato dallo scultore di Rostov D. Begalov, mentre la citazione di Friedrich Engels fu rimossa.